# 浦伸嘉
浦 伸嘉（うら のぶよし、1980年10月1日 - ）は、広島県出身の元プロバスケットボール選手である。ポジションはポイントガード。背番号3（新潟時代）。172cm、65kg。

## 来歴
美鈴が丘高校から大阪商業大学を経て、2003年に新潟アルビレックスA2に入団。
2004年には国体に広島代表として出場。そのときのチームメイトには仲摩純平がいる。
2005年、bjリーグ開幕とともにA1昇格。
2006年、福岡BBボーイズに移籍。
2007年引退。

引退後は「REAL　ABILITES」という広島を拠点としたクラブチームを設立。バスケットボールコーチとして多くの選手を育成。
2016年から地元のプロバスケットボールチームBリーグ広島ドラゴンフライズの社長を務め、2017年にはゼネラルマネージャー（GM）を兼任した。2020年に悲願であったB1リーグへ昇格を果たすも、2021年には、シーズンにおいて西地区最下位に低迷したことに加え、3月8日には所属選手が大麻取締法違反の容疑で逮捕されたため、翌日の3月9日にGM職を辞任し、社長職に専念することになった。